# محمدرضا مالکی
محمدرضا مالکی (زادهٔ ۱۳ دی ۱۳۵۹) بازیگر تئاتر و سینما و کارگردان نمایش ایرانی است.

## زندگی‌نامه
محمدرضا مالکی ۱۳ دی ۱۳۵۹ در تهران متولد شد. وی فارغ‌التحصیل آکادمی تئاتر آناهیتا زیر نظر  مصطفی اسکویی در سال ۱۳۸۰ است. او  در فیلم‌های سینمایی نظیر روز صفر، ماهی و گربه، دیدن این فیلم جرم است به عنوان بازیگر حضور داشته است. مالکی در مجموعه‌های نمایش خانگی پوست شیر، مترجم و می‌خواهم زنده بمانم بازی کرده است. وی همچنین بازیگر تئاتر است و سوابقی در حوزه نمایش  نیز دارد.

## فیلم‌شناسی
مجموعه تلویزیونی
| سال  | نام                          | کارگردان       |
| ---- | ---------------------------- | -------------- |
| ۱۳۹۷ | لحظه گرگ و میش               | همایون اسعدیان |
| ۱۳۹۳ | شاید برای شما هم اتفاق بیفتد | راما قویدل     |
| ۱۳۹۲ | سرزمین مادری                 | کمال تبریزی    |
| ۱۳۹۰ | راه طولانی خانه              | رضا کریمی      |
| ۱۳۸۸ | فاکتور هشت                   | رضا کریمی      |
| ۱۳۸۷ | غیرمحرمانه                   | مسعود رسام     |

فیلم سینمایی
| سال  | نام                    | کارگردان       |
| ---- | ---------------------- | -------------- |
| ۱۴۰۲ | چپ، راست               | حامد محمدی     |
| ۱۳۹۹ | دیدن این فیلم جرم است! | رضا زهتابچیان  |
| ۱۳۹۸ | روز صفر                | سعید ملکان     |
| ۱۳۹۷ | غلامرضا تختی           | بهرام توکلی    |
| ۱۳۹۲ | ماهی و گربه            | شهرام مکری     |
| ۱۳۹۰ | بزرگ‌مرد کوچک           | صادق صادق‌دقیقی |
| ۱۳۸۹ | سه و نیم               | نقی نعمتی      |